# Zdzisław Adamowicz
Zdzisław Adamowicz (ur. 5 września 1957) – polski siatkarz, mistrz i reprezentant Polski.

## Kariera sportowa
Był zawodnikiem AZS Olsztyn, w którego barwach debiutował w ekstraklasie w sezonie 1977/1978. Z olsztyńskim klubem wywalczył mistrzostwo Polski w 1978, wicemistrzostwo Polski w 1980, brązowy medal mistrzostw Polski w 1982 i 1983, a także Puchar Polski w 1982. Od 1984 występował w zespole Resovii, z którą w 1987 i 1988 zdobył brązowy medal mistrzostw Polski, a w 1987 Puchar Polski.
W latach 1979–1983 wystąpił 26 razy w reprezentacji Polski seniorów.